# Erik Parlevliet
Erik Parlevliet, född den 8 juni 1964 i Zevenaar, Nederländerna, död 22 juni 2007 i Rosmalen, Nederländerna, var en nederländsk landhockeyspelare.
Han tog OS-brons i herrarnas landhockeyturnering i samband med de olympiska landhockeytävlingarna 1988 i Seoul.